# Blauwe schallebijter
De blauwe schallebijter (Carabus intricatus) is een keversoort uit de familie van de loopkevers (Carabidae). De wetenschappelijke naam van de soort werd in 1761 gepubliceerd door Carl Linnaeus.
De soort komt voor in een groot deel van Europa. Hij staat op de Rode Lijst van de IUCN als gevoelig. Blauwe schallebijters zijn vooral 's nachts actief. Ze zijn in de lente en vroege zomer actief en vervolgens in de nazomer, met een diapauze in juli.